# UMF Selfoss
El UMF Selfoss es un equipo de fútbol de Islandia que juega en la 1. deild karla, la segunda división nacional.

## Historia
Fue fundado en el año 1955 en la ciudad de Selfoss como la sección de Fútbol del equipo multideportivo Ungmennafélag Selfoss, pero entró en actividad hasta 1966 cuando participó en la 2. deild karla, logrando el ascenso a la segunda categoría en ese año. En los siguientes 10 años estuvo en la segunda división, y en 1969 llega a las semifinales de la Copa de Islandia, descendiendo en 1977.
En los siguientes 32 años estuvo entre la segunda y tercera división con varias apariciones en la Copa de Islandia hasta que en 2009 logra el ascenso a la Urvalsdeild Karla por primera vez, pero desciende al terminar en último lugar entre 10 equipos. Al año siguiente regresa a la primera división, pero volvería a descender tras una temporada.

## Clubes Afiliados
- Brentford[3]

## Palmarés
- 1. deild karla: 1

2009
- 2. deild karla: 4

1966, 1978, 1985, 1993